# Црква Светих Петозарних мученика у Смољинцу
Црква Светих Петозарних мученика у Смољинцу, месту у општини Мало Црниће, подигнута је 1847. године на темељима старије цркве. О години градње, добротворима, градитељу и сликарима говори сачуван натпис на северном зиду наоса. Из њега се сазнаје да је цркву градио мајстор Анастас Наумовић из Охрида. Представља непокретно културно добро као споменик културе.

## Архитектура
Црква је изведена у класицистичком духу, као једнобродна грађевина са полукружном олтарском апсидом у ширини брода на истоку и звоником на западу. Просторно је подељена на олтар, наос са плитким, правоуганим певничким просторима и припрату са галеријом, над којом је изведен масиван звоник. На фасадама је примењена вертикална и хоризонтална подела, што је наглашено применом теракоте и окер боје у финалној обради.
Живопис и иконе на олтарској прегради урадили су Милија и Иван Марковић, сликари из Пожаревца, о чему сведочи натпис у наосу. Иконостас је изведен у класицистичком духу уз примену барокно-рокајне позлаћене декорације. Тридесет и три иконе распоређене у пет зона на олтарској прегради, као и архијерејски и Богородичин престо и два певничка стола првобитно су заштићени 1975. године. Црква у Смољинцу поседује и лепе примере покретних икона, богослужбених књига и сасуда, као и комада црквеног мобилијара.
У порти се налази неколико надгробних плоча и старих камених споменика у облику крста из прве половине 19. века. Поред њих је подигнут и споменик палим ратницима из овог краја за ослобођење Србије у ратовима 1912-1918. године. Изведен је у црном мермеру, у виду обелиска са двоглавим орлом на врху. 